# Primera División 2016-2017 (Spagna)
La Primera División 2016-2017 è stata l'86ª edizione della massima serie del campionato spagnolo di calcio, commercialmente denominata Liga Santander, disputata tra il 21 agosto 2016 e il 21 maggio 2017 e concluso con la vittoria del Real Madrid, al suo trentatreesimo titolo.
Capocannoniere del torneo è stato Lionel Messi (Barcellona) con 37 reti.

## Stagione

### Novità
Dalla stagione precedente sono state retrocesse Rayo Vallecano, Getafe e Levante. Dalla Segunda División sono state promosse Alavés, Leganés e Osasuna, che si sono classificate rispettivamente in 1ª, 2ª e 6ª posizione. L'Osasuna ha guadagnato la promozione vincendo i play-off.
Le comunità autonome più rappresentate sono quella dell'Andalusia (Betis, Siviglia, Málaga e Granada) e quella dei Paesi Baschi (Athletic Bilbao, Eibar, Alavés e Real Sociedad), entrambe con quattro squadre. Segue quella di Madrid, con tre (Atlético Madrid, Leganés e Real Madrid). La Catalogna (Barcellona ed Espanyol), la Comunità Valenciana (Valencia e Villarreal) e la Galizia (Celta Vigo e Deportivo La Coruña) sono invece rappresentate da due squadre ciascuna, mentre la Navarra (Osasuna), le Asturie (Sporting Gijón) e le Canarie (Las Palmas) partecipano al torneo con una sola squadra a testa.

### Formula
Al torneo partecipano 20 squadre che si sfidano in un girone all'italiana secondo la struttura più consueta dei campionati calcistici moderni. Ogni partecipante deve sfidare tutti gli altri per due volte: la prima nel girone d'andata, l'altra nel girone di ritorno. L'ordine in cui vengono affrontate le altre squadre è stabilito dal calendario, il quale prevede che tutte le partite d'andata verranno ripetute nello stesso ordine al ritorno, ma con l'inversione del terreno di gioco. Vengono assegnati tre punti per la vittoria, uno per il pareggio e zero per la sconfitta, indipendentemente dal fattore campo.
Come la stagione precedente, per via del Ranking UEFA le prime tre squadre si qualificano per la UEFA Champions League, la 4ª classificata nei turni preliminari della stessa competizione. Accedono alla UEFA Europa League la 5ª e la 6ª classificata e la vincitrice della Coppa del Re 2016-2017. Qualora quest'ultima però avesse già ottenuto la qualificazione alle competizioni UEFA (quindi fosse arrivata tra la 1ª e la 6ª posizione in campionato) allora otterrebbe il pass per la UEFA Europa League il club che ha terminato la stagione in 7ª posizione in campionato. Le ultime 3 squadre retrocedono direttamente in Segunda División 2017-2018.

## Squadre partecipanti
| Club                | Stagione | Città                      | Stadio                | Stagione precedente                                    |
| ------------------- | -------- | -------------------------- | --------------------- | ------------------------------------------------------ |
| Alavés              | dettagli | Vitoria-Gasteiz            | Estadio Mendizorrotza | 1º posto in Segunda División, promosso                 |
| Athletic Bilbao     | dettagli | Bilbao                     | San Mamés Barria      | 5º posto in Primera División                           |
| Atlético Madrid     | dettagli | Madrid                     | Vicente Calderón      | 3º posto in Primera División                           |
| Barcellona          | dettagli | Barcellona                 | Camp Nou              | 1º posto in Primera División                           |
| Real Betis          | dettagli | Siviglia                   | Benito Villamarín     | 10º posto in Primera División                          |
| Celta Vigo          | dettagli | Vigo                       | Balaídos              | 6º posto in Primera División                           |
| Deportivo La Coruña | dettagli | La Coruña                  | Riazor                | 15º posto in Primera División                          |
| Eibar               | dettagli | Eibar                      | Municipal de Ipurua   | 14º posto in Primera División                          |
| Espanyol            | dettagli | Barcellona                 | Cornellà-El Prat      | 13º posto in Primera División                          |
| Granada             | dettagli | Granada                    | Nuevo Los Cármenes    | 16º posto in Primera División                          |
| Las Palmas          | dettagli | Las Palmas de Gran Canaria | Gran Canaria          | 11º posto in Primera División                          |
| Leganés             | dettagli | Leganés                    | Municipal de Butarque | 2º posto in Segunda División, promosso                 |
| Malaga              | dettagli | Malaga                     | La Rosaleda           | 8º posto in Primera División                           |
| Osasuna             | dettagli | Pamplona                   | Reyno de Navarra      | 6º posto in Segunda División, promosso dopo i play-off |
| Real Madrid         | dettagli | Madrid                     | Santiago Bernabéu     | 2º posto in Primera División                           |
| Real Sociedad       | dettagli | San Sebastián              | Anoeta                | 9º posto in Primera División                           |
| Siviglia            | dettagli | Siviglia                   | Ramón Sánchez-Pizjuán | 7º posto in Primera División                           |
| Sporting Gijón      | dettagli | Gijón                      | El Molinón            | 17º posto in Primera División                          |
| Valencia            | dettagli | Valencia                   | Mestalla              | 12º posto in Primera División                          |
| Villarreal          | dettagli | Vila-real                  | El Madrigal           | 4º posto in Primera División                           |

## Allenatori e primatisti
| Squadra         | Allenatore                                                                            | Calciatore più presente                         | Cannoniere                                                 |
| --------------- | ------------------------------------------------------------------------------------- | ----------------------------------------------- | ---------------------------------------------------------- |
| Alavés          | Mauricio Pellegrino                                                                   | Fernando Pacheco (36)                           | Deyverson (7)                                              |
| Athletic Bilbao | Ernesto Valverde                                                                      | Iñaki Williams (38)                             | Aritz Aduriz (16)                                          |
| Atlético Madrid | Diego Simeone                                                                         | Antoine Griezmann, Koke (36)                    | Antoine Griezmann (16)                                     |
| Barcellona      | Luis Enrique                                                                          | Marc-André ter Stegen (36)                      | Lionel Messi (37)                                          |
| Betis           | Gustavo Poyet (1ª-11ª) Víctor Sánchez del Amo (12ª-36ª) Alexis Trujillo (37ª-38ª)     | Antonio Adán (37)                               | Rubén Castro (13)                                          |
| Celta Vigo      | Eduardo Berizzo                                                                       | Iago Aspas, Facundo Roncaglia, Daniel Wass (32) | Iago Aspas (19)                                            |
| Deportivo       | Gaizka Garitano (1ª-24ª) Pepe Mel (25ª-38ª)                                           | Florin Andone (37)                              | Florin Andone (12)                                         |
| Eibar           | José Luis Mendilibar                                                                  | Sergi Enrich (38)                               | Sergi Enrich (11)                                          |
| Espanyol        | Quique Sánchez Flores                                                                 | Gerard Moreno (37)                              | Gerard Moreno (13)                                         |
| Granada         | Paco (1ª-6ª) Lluís Planagumà (7ª) Lucas Alcaraz (8ª-31ª) Tony Adams (32ª-38ª)         | Guillermo Ochoa (38)                            | Andreas Pereira, Mehdi Carcela-González, Artem Kravec' (5) |
| Las Palmas      | Miguel Ángel Ramírez                                                                  | Roque Mesa (35)                                 | Kevin-Prince Boateng (10)                                  |
| Leganés         | Asier Garitano                                                                        | Gabriel (34)                                    | Alexander Szymanowski (8)                                  |
| Málaga          | Juande Ramos (1ª-16ª) Marcelo Romero (17ª-26ª) Míchel (27ª-38ª)                       | Ignacio Camacho, Idriss Carlos Kameni (35)      | Sandro (14)                                                |
| Osasuna         | Enrique Martín Monreal (1ª-11ª) Joaquín Caparrós (12ª-16ª) Petar Vasiljević (17ª-38ª) | Oier (36)                                       | Sergio León (10)                                           |
| Real Madrid     | Zinédine Zidane                                                                       | Lucas Vázquez (33)                              | Cristiano Ronaldo (25)                                     |
| Real Sociedad   | Eusebio Sacristán                                                                     | Mikel Oyarzabal (37)                            | Mikel Oyarzabal (13)                                       |
| Siviglia        | Jorge Sampaoli                                                                        | Steven Nzonzi, Sergio Rico (35)                 | Wissam Ben Yedder (11)                                     |
| Sporting Gijón  | Abelardo (1ª-18ª) Cesc Rubí (19ª-38ª)                                                 | Sergio Álvarez, Iván Cuéllar (36)               | Duje Čop (9)                                               |
| Valencia        | Pako Ayestarán (1ª-4ª) Voro (5ª-7ª) Cesare Prandelli (8ª-16ª) Voro (17ª-38ª)          | Daniel Parejo (36)                              | Munir, Santi Mina, Simone Zaza (6)                         |
| Villarreal      | Fran Escribá                                                                          | Manu Trigueros (37)                             | Cédric Bakambu (11)                                        |

## Classifica finale
|       | Pos. | Squadra             | Pt | G  | V  | N  | P  | GF  | GS | DR  |
| ----- | ---- | ------------------- | -- | -- | -- | -- | -- | --- | -- | --- |
|       | 1.   | Real Madrid         | 93 | 38 | 29 | 6  | 3  | 106 | 41 | +65 |
|       | 2.   | Barcellona          | 90 | 38 | 28 | 6  | 4  | 116 | 37 | +79 |
|       | 3.   | Atlético Madrid     | 78 | 38 | 23 | 9  | 6  | 70  | 27 | +43 |
|       | 4.   | Siviglia            | 72 | 38 | 21 | 9  | 8  | 69  | 49 | +20 |
|       | 5.   | Villarreal          | 67 | 38 | 19 | 10 | 9  | 56  | 33 | +23 |
|       | 6.   | Real Sociedad       | 64 | 38 | 19 | 7  | 12 | 54  | 42 | +12 |
| [ 3 ] | 7.   | Athletic Bilbao     | 63 | 38 | 19 | 6  | 13 | 58  | 54 | +4  |
|       | 8.   | Espanyol            | 56 | 38 | 15 | 11 | 12 | 49  | 50 | -1  |
|       | 9.   | Alavés              | 55 | 38 | 14 | 13 | 11 | 41  | 43 | -2  |
|       | 10.  | Eibar               | 54 | 38 | 15 | 9  | 14 | 56  | 51 | +5  |
|       | 11.  | Malaga              | 46 | 38 | 12 | 10 | 16 | 49  | 55 | -6  |
|       | 12.  | Valencia            | 46 | 38 | 13 | 7  | 18 | 56  | 65 | -9  |
|       | 13.  | Celta Vigo          | 45 | 38 | 13 | 6  | 19 | 53  | 69 | -16 |
|       | 14.  | Las Palmas          | 39 | 38 | 10 | 9  | 19 | 53  | 74 | -21 |
|       | 15.  | Real Betis          | 39 | 38 | 10 | 9  | 19 | 41  | 64 | -23 |
|       | 16.  | Deportivo La Coruña | 36 | 38 | 8  | 12 | 18 | 43  | 61 | -18 |
|       | 17.  | Leganés             | 35 | 38 | 8  | 11 | 19 | 36  | 55 | -19 |
|       | 18.  | Sporting Gijón      | 31 | 38 | 7  | 10 | 21 | 42  | 72 | -30 |
|       | 19.  | Osasuna             | 22 | 38 | 4  | 10 | 24 | 40  | 94 | -54 |
|       | 20.  | Granada             | 20 | 38 | 4  | 8  | 26 | 30  | 82 | -52 |

Legenda:
      Campione di Spagna e ammessa alla UEFA Champions League 2017-2018
      Ammesse alla UEFA Champions League 2017-2018
      Ammesse alla UEFA Europa League 2017-2018
      Retrocesse in Segunda División 2017-2018
Regolamento:
Tre punti a vittoria, uno a pareggio, zero a sconfitta.
In caso di arrivo di due squadre a pari punti, la graduatoria viene stilata in base all'ordine dei seguenti criteri:
- Differenza reti negli scontri diretti
- Differenza reti generale
- Reti realizzate in generale

In caso di arrivo di tre o più squadre a pari punti, la graduatoria verrà stilata in base all'ordine dei seguenti criteri:
- Punti negli scontri diretti (classifica avulsa)
- Differenza reti negli scontri diretti
- Differenza reti generale
- Reti realizzate in generale
- Classifica fair-play stilata a inizio stagione

Nel caso un criterio escluda solamente alcune delle squadre, senza quindi determinare l'ordine completo, tali squadre vengono escluse dal criterio successivo, rimanendo così senza possibilità di posizionarsi meglio.

### Squadra campione
| Formazione tipo (4-3-3) | Giocatori (presenze)        |
| --- | --------------------------- |
| Navas Nacho Ramos Varane Marcelo Modrić Casemiro Kroos Bale Benzema Ronaldo | Keylor Navas (27)           |
| Navas Nacho Ramos Varane Marcelo Modrić Casemiro Kroos Bale Benzema Ronaldo | Nacho (28)                  |
| Navas Nacho Ramos Varane Marcelo Modrić Casemiro Kroos Bale Benzema Ronaldo | Sergio Ramos (28)           |
| Navas Nacho Ramos Varane Marcelo Modrić Casemiro Kroos Bale Benzema Ronaldo | Raphaël Varane (23)         |
| Navas Nacho Ramos Varane Marcelo Modrić Casemiro Kroos Bale Benzema Ronaldo | Marcelo (30)                |
| Navas Nacho Ramos Varane Marcelo Modrić Casemiro Kroos Bale Benzema Ronaldo | Luka Modrić (25)            |
| Navas Nacho Ramos Varane Marcelo Modrić Casemiro Kroos Bale Benzema Ronaldo | Casemiro (25)               |
| Navas Nacho Ramos Varane Marcelo Modrić Casemiro Kroos Bale Benzema Ronaldo | Toni Kroos (29)             |
| Navas Nacho Ramos Varane Marcelo Modrić Casemiro Kroos Bale Benzema Ronaldo | Gareth Bale (19)            |
| Navas Nacho Ramos Varane Marcelo Modrić Casemiro Kroos Bale Benzema Ronaldo | Karim Benzema (29)          |
| Navas Nacho Ramos Varane Marcelo Modrić Casemiro Kroos Bale Benzema Ronaldo | Cristiano Ronaldo (29)      |
| Navas Nacho Ramos Varane Marcelo Modrić Casemiro Kroos Bale Benzema Ronaldo | Allenatore: Zinedine Zidane |
| Altri giocatori: Lucas Vázquez (33), Isco (30), Mateo Kovačić (27), Álvaro Morata (26), Marco Asensio (23), Daniel Carvajal (23), James Rodríguez (22), Danilo (17), Pepe (13), Kiko Casilla (11), Mariano (8), Fábio Coentrão (3), Álvaro Tejero (1). |                             |

## Statistiche

### Squadre

#### Classifica in divenire
|                 | 1ª | 2ª | 3ª | 4ª | 5ª | 6ª | 7ª | 8ª | 9ª | 10ª | 11ª | 12ª | 13ª | 14ª | 15ª | 16ª | 17ª | 18ª | 19ª | 20ª | 21ª | 22ª | 23ª | 24ª | 25ª | 26ª | 27ª | 28ª | 29ª | 30ª | 31ª | 32ª | 33ª | 34ª | 35ª | 36ª | 37ª | 38ª |
|                 |    |    |    |    |    |    |    |    |    |     |     |     |     |     |     |     |     |     |     |     |     |     |     |     |     |     |     |     |     |     |     |     |     |     |     |     |     |     |
| --------------- | -- | -- | -- | -- | -- | -- | -- | -- | -- | --- | --- | --- | --- | --- | --- | --- | --- | --- | --- | --- | --- | --- | --- | --- | --- | --- | --- | --- | --- | --- | --- | --- | --- | --- | --- | --- | --- | --- |
| Alavés          | 1  | 2  | 5  | 6  | 6  | 9  | 9  | 10 | 10 | 10  | 13  | 13  | 16  | 17  | 18  | 21  | 22  | 22  | 23  | 24  | 27  | 27  | 30  | 33  | 33  | 34  | 37  | 40  | 40  | 40  | 40  | 43  | 44  | 45  | 48  | 51  | 54  | 55  |
| Athletic Bilbao | 0  | 0  | 3  | 6  | 9  | 12 | 12 | 15 | 15 | 16  | 17  | 20  | 20  | 23  | 23  | 26  | 27  | 28  | 29  | 32  | 32  | 35  | 35  | 38  | 38  | 41  | 44  | 44  | 47  | 50  | 50  | 53  | 56  | 59  | 62  | 62  | 63  | 63  |
| Atlètico Madrid | 1  | 2  | 5  | 8  | 9  | 12 | 15 | 18 | 18 | 21  | 21  | 21  | 24  | 25  | 25  | 28  | 31  | 34  | 35  | 36  | 39  | 42  | 45  | 45  | 46  | 49  | 52  | 55  | 58  | 61  | 62  | 65  | 68  | 68  | 71  | 74  | 75  | 78  |
| Barcellona      | 3  | 6  | 6  | 9  | 10 | 13 | 13 | 16 | 19 | 22  | 25  | 26  | 27  | 28  | 31  | 34  | 35  | 38  | 41  | 42  | 45  | 48  | 51  | 54  | 57  | 60  | 60  | 63  | 66  | 69  | 69  | 72  | 75  | 78  | 81  | 84  | 87  | 90  |
| Betis Siviglia  | 0  | 1  | 4  | 5  | 5  | 8  | 8  | 8  | 11 | 11  | 11  | 14  | 14  | 15  | 18  | 18  | 21  | 21  | 22  | 23  | 24  | 25  | 25  | 25  | 28  | 28  | 28  | 31  | 31  | 31  | 31  | 34  | 37  | 37  | 37  | 37  | 38  | 39  |
| Celta Vigo      | 0  | 0  | 0  | 1  | 4  | 7  | 10 | 10 | 13 | 14  | 17  | 17  | 20  | 21  | 21  | 21  | 24  | 27  | 27  | 30  | 30  | 30  | 33  | 34  | 35  | 35  | 35  | 38  | 41  | 41  | 41  | 44  | 44  | 44  | 44  | 44  | 44  | 45  |
| Deportivo       | 3  | 4  | 4  | 5  | 5  | 5  | 8  | 8  | 8  | 9   | 10  | 10  | 10  | 13  | 13  | 16  | 17  | 18  | 19  | 19  | 20  | 20  | 20  | 20  | 21  | 24  | 27  | 27  | 27  | 28  | 28  | 31  | 31  | 31  | 32  | 32  | 33  | 36  |
| Eibar           | 0  | 3  | 6  | 7  | 7  | 10 | 11 | 11 | 12 | 15  | 15  | 18  | 21  | 21  | 22  | 23  | 23  | 26  | 26  | 29  | 32  | 35  | 35  | 38  | 39  | 39  | 40  | 41  | 44  | 47  | 50  | 50  | 50  | 51  | 54  | 54  | 54  | 54  |
| Espanyol        | 0  | 1  | 2  | 2  | 5  | 5  | 6  | 7  | 8  | 11  | 12  | 15  | 18  | 19  | 22  | 22  | 23  | 23  | 26  | 29  | 32  | 32  | 32  | 35  | 36  | 36  | 39  | 40  | 43  | 43  | 46  | 49  | 49  | 50  | 50  | 53  | 53  | 56  |
| Granada         | 1  | 1  | 1  | 2  | 2  | 2  | 2  | 2  | 3  | 3   | 4   | 5   | 5   | 8   | 9   | 9   | 9   | 10  | 10  | 10  | 13  | 13  | 16  | 16  | 19  | 19  | 19  | 19  | 19  | 20  | 20  | 20  | 20  | 20  | 20  | 20  | 20  | 20  |
| Las Palmas      | 3  | 6  | 6  | 9  | 9  | 10 | 11 | 12 | 12 | 13  | 16  | 16  | 19  | 20  | 21  | 21  | 24  | 24  | 25  | 28  | 28  | 28  | 28  | 28  | 29  | 32  | 32  | 35  | 35  | 35  | 38  | 38  | 39  | 39  | 39  | 39  | 39  | 39  |
| Leganés         | 3  | 4  | 4  | 4  | 7  | 7  | 10 | 10 | 10 | 10  | 10  | 13  | 13  | 14  | 15  | 16  | 16  | 17  | 18  | 18  | 18  | 18  | 18  | 21  | 21  | 24  | 25  | 26  | 27  | 27  | 27  | 27  | 27  | 30  | 30  | 33  | 34  | 35  |
| Màlaga          | 1  | 2  | 2  | 2  | 5  | 5  | 8  | 9  | 12 | 12  | 15  | 16  | 19  | 20  | 21  | 21  | 21  | 21  | 21  | 22  | 22  | 23  | 26  | 26  | 26  | 26  | 26  | 27  | 27  | 30  | 33  | 33  | 36  | 39  | 42  | 45  | 46  | 46  |
| Osasuna         | 1  | 1  | 1  | 2  | 2  | 2  | 3  | 6  | 6  | 7   | 7   | 7   | 7   | 7   | 7   | 7   | 8   | 9   | 9   | 10  | 10  | 10  | 10  | 10  | 10  | 10  | 11  | 11  | 11  | 14  | 17  | 17  | 18  | 18  | 19  | 19  | 22  | 22  |
| Real Madrid     | 3  | 6  | 9  | 12 | 13 | 14 | 15 | 18 | 21 | 24  | 27  | 30  | 33  | 34  | 37  | 37  | 40  | 40  | 43  | 46  | 49  | 52  | 55  | 58  | 59  | 62  | 65  | 68  | 71  | 74  | 75  | 78  | 78  | 81  | 84  | 87  | 90  | 93  |
| Real Sociedad   | 0  | 3  | 4  | 4  | 7  | 7  | 10 | 10 | 13 | 16  | 19  | 22  | 23  | 23  | 26  | 29  | 29  | 32  | 35  | 35  | 38  | 41  | 41  | 44  | 45  | 48  | 48  | 48  | 49  | 49  | 52  | 52  | 55  | 58  | 61  | 62  | 63  | 64  |
| Siviglia        | 3  | 4  | 7  | 8  | 11 | 11 | 14 | 17 | 20 | 21  | 21  | 24  | 27  | 27  | 30  | 33  | 36  | 39  | 42  | 42  | 43  | 46  | 49  | 52  | 55  | 56  | 57  | 57  | 58  | 58  | 61  | 62  | 65  | 68  | 68  | 69  | 69  | 72  |
| Sporting Gijón  | 3  | 4  | 7  | 7  | 7  | 7  | 7  | 7  | 8  | 9   | 9   | 9   | 9   | 12  | 12  | 12  | 12  | 12  | 13  | 13  | 13  | 16  | 16  | 17  | 17  | 17  | 18  | 21  | 22  | 22  | 22  | 22  | 23  | 24  | 24  | 27  | 30  | 31  |
| Valencia        | 0  | 0  | 0  | 0  | 3  | 6  | 6  | 9  | 9  | 10  | 10  | 11  | 11  | 12  | 12  | 15  | 16  | 19  | 22  | 22  | 22  | 23  | 26  | 26  | 29  | 29  | 30  | 30  | 33  | 36  | 39  | 40  | 40  | 40  | 40  | 43  | 46  | 46  |
| Villareal       | 1  | 2  | 5  | 8  | 9  | 12 | 13 | 16 | 19 | 19  | 22  | 22  | 22  | 23  | 26  | 29  | 30  | 31  | 31  | 34  | 35  | 36  | 39  | 39  | 42  | 45  | 48  | 48  | 48  | 51  | 54  | 54  | 57  | 60  | 63  | 63  | 64  | 67  |

### Individuali

#### Classifica marcatori
| Gol | Rigori |  | Giocatore         | Squadra         |
| --- | ------ |  | ----------------- | --------------- |
| 37  | 6      |  | Lionel Messi      | Barcellona      |
| 29  |        |  | Luis Suárez       | Barcellona      |
| 25  | 6      |  | Cristiano Ronaldo | Real Madrid     |
| 19  | 6      |  | Iago Aspas        | Celta Vigo      |
| 16  |        |  | Antoine Griezmann | Atlético Madrid |
| 16  | 5      |  | Aritz Aduriz      | Athletic Bilbao |
| 15  |        |  | Álvaro Morata     | Real Madrid     |
| 14  |        |  | Sandro Ramírez    | Málaga          |
| 13  |        |  | Gerard Moreno     | Espanyol        |
| 13  | 1      |  | Neymar            | Barcellona      |
| 13  | 2      |  | Rubén Castro      | Betis           |
| 12  |        |  | Florin Andone     | Deportivo       |
| 12  | 1      |  | Kévin Gameiro     | Atlético Madrid |
| 12  | 3      |  | Willian José      | Real Sociedad   |
| 11  |        |  | Cédric Bakambu    | Villarreal      |
| 11  |        |  | Sergi Enrich      | Eibar           |
| 11  |        |  | Juanmi            | Real Sociedad   |
| 11  | 1      |  | Wissam Ben Yedder | Siviglia        |